# Korwety rakietowe typu 130
Korwety rakietowe typu 130 – niemieckie korwety rakietowe, które zaczęły wchodzić do służby w Marine w 2008. Od nazwy pierwszej jednostki serii znane są także jako typ Braunschweig.

## Historia
Na początku XXI wieku w Niemczech planowano budowę 15 okrętów przeznaczonych do wykonywania oceanicznych misji patrolowych. Z powodu ograniczeń budżetowych liczbę okrętów ostatecznie ograniczono do 5. Nowe jednostki miały wypełnić lukę pomiędzy małymi okrętami rakietowymi a fregatami rakietowymi. W ich konstrukcji zastosowano najnowsze rozwiązania w zakresie technologii stealth, które znacznie ograniczyły echo radiolokacyjne okrętu i jego emisję w podczerwieni. Przy budowie jednostek korzystano z doświadczeń zdobytych przy budowie fregat rakietowych typu Sachsen.
Każdy z budowanych okrętów miał być wyposażony w bezzałogowe śmigłowce rozpoznawcze, jednak z powodu znacznego opóźnienia w ich opracowaniu nie wejdą one na wyposażenie okrętów w pierwszych latach ich służby. Specjalnie zaprojektowany hangar jest za mały dla śmigłowców konwencjonalnych, jednak samo lądowisko jest wystarczająco duże, aby na korwetach mogły lądować maszyny załogowe. 
Planowane pociski przeciwokrętowe naprowadzane za pomocą sygnału przesyłanego światłowodem z powodu anulowania tego programu zostały zastąpione przez szwedzkie pociski RBS-15.
Budowa pierwszej jednostki serii F260 "Braunschweig" rozpoczęła się 1 grudnia 2004 w hamburskiej stoczni Blohm & Voss. Wodowanie okrętu nastąpiło 19 kwietnia 2006, wejście do służby 16 kwietnia 2008.

## Okręty
| Nazwa (znak taktyczny) | Położenie stępki | Wodowanie  | Wejście do służby |
| ---------------------- | ---------------- | ---------- | ----------------- |
| Braunschweig (F260)    | 3.12.2004        | 19.04.2006 | 16 kwietnia 2008  |
| Magdeburg (F261)       | 19.05.2005       | 06.12.2006 | 22 września 2008  |
| Erfurt (F262)          | 22.09.2005       | 29.03.2007 | 28 lutego 2013    |
| Oldenburg (F263)       | 19.01.2006       | 28.06.2007 | 21 stycznia 2013  |
| Ludwigshafen (F264)    | 14.04.2006       | 26.09.2007 | 21 marca 2013     |
| Köln (F 265)           | 25.04.2019       |            |                   |
| Emden (F 266)          | 20.01.2021       |            |                   |
| Karlsruhe (F 267)      | 6.10.2021        |            |                   |
| Augsburg (F 268)       |                  |            |                   |
| Lübeck (F 269)         |                  |            |                   |